# Bloc tripolitain
 (septembre 2023).
Si vous disposez d'ouvrages ou d'articles de référence ou si vous connaissez des sites web de qualité traitant du thème abordé ici, merci de compléter l'article en donnant les références utiles à sa vérifiabilité et en les liant à la section « Notes et références ».
Le Bloc tripolitain est un bloc parlementaire libanais, fondé en 2000 par les trois députés de Tripoli : Mohammad Safadi, Maurice Fadel et Mohammad Kabbara.
Ce bloc jouit d’une grande popularité locale et les candidats qu’il soutient remportent les élections municipales de 2004.
Entre 2000 et 2005, le Bloc adopte une posture prosyrienne modérée, équidistante des figures rivales de Tripoli telles que Omar Karamé, Najib Mikati, Misbah Ahdab et le Courant du Futur de Rafiq Hariri. En septembre 2004, les députés du Bloc tripolitain votent l’amendement de la Constitution prolongeant de trois ans le mandat du Président Émile Lahoud.
Après l’assassinat de Rafiq Hariri, le Bloc se rapproche des forces de l’opposition ; rapprochement scellé par le discours que Mohammad Safadi prononce lors de la grande manifestation du 14 mars 2005.
C’est allié au Courant du futur, aux Forces libanaises, au Mouvement du renouveau démocratique et à Kornet Chehwane que le Bloc tripolitain participe aux élections législatives de 2005. Tous ses candidats réussissent et un quatrième membre l’intègre : le député Kassem Abdel-Aziz.